# Diferenciální psychologie
Diferenciální psychologie je psychologická disciplína, často chápaná jako součást psychologie osobnosti. Zaměřuje se na individuální rozdíly mezi lidmi, jejich příčiny a také na vliv těchto odlišností na chování a mezilidské vztahy. K jejich kvantifikaci vyvíjí a využívá psychodiagnostické metody.
Rozdíly, kterými se diferenciální psychologie zabývá, jsou například v oblastech inteligence, motivace, osobnosti, schopností a dovedností a dalších. Poznatky diferenciální psychologie využívá řada dalších oborů včetně klinické psychologie, personalistiky, vývojové psychologie a jiných.